# Patto Renano
Il Patto Renano è stato siglato il 16 ottobre 1925 a Locarno dai rappresentanti di Germania, Belgio, Gran Bretagna, Italia, Polonia e Cecoslovacchia. Fa parte dell'insieme più ampio di trattati e convenzioni firmati dalle suddette potenze e noti con il nome di Patto di Locarno.                              
L'obiettivo del patto renano doveva essere un accordo comune per preservare la pace, evitando l'utilizzo della guerra come strumento della diplomazia e per risolvere eventuali dispute di ogni natura che fossero scaturite tra i firmatari.
Tecnicamente il Patto Renano è identificato come l'Allegato A dell'atto finale della Conferenza di Locarno testualmente definito come: "Trattato di garanzia reciproca tra Germania, Belgio, Francia, Gran Bretagna e Italia."
Questi i firmatari del trattato: 
Hans Luther, Gustav Stresemann, Emile Vandervelde, Aristide Briand, Austen Chamberlain, Benito Mussolini, Aleksander Skrzyński, Edvard Beneš.
La firma finale dell'atto avviene a Londra il giorno 1º dicembre 1925.
È stato uno dei primi trattati ad essere violati dalla Germania nazista.

## Contenuti del Trattato
Questo il sunto dei principali articoli:
Art. 1: Mantenimento delle frontiere tra Germania e Belgio e tra Germania e Francia e la loro inviolabilità;
Art. 2: Germania e Belgio, Germania e Francia in nessun caso si attaccheranno reciprocamente;
Art. 3: Obiettivi pacifici nelle politiche dei 4 stati dell'art. 2;
Art. 4: Eventuali violazioni dell'art. 2 vanno sottoposte al consiglio della Società delle Nazioni;
Art. 8: Il trattato rimane in vigore fino a che una parte non lo denuncia almeno 3 mesi prima;
Art. 10: Il trattato entra in vigore quando ratificato da tutti gli Stati firmatari e quando la Germania diviene membro della Società delle Nazioni.